# Речное (Советский район)
Речно́е (до 1948 года Караба́й-Вальц и Караба́й-Ива́новка; укр. Річне, крымскотат. Qarabay, Къарабай) — село в Советском районе Республики Крым, входит в состав Ильичёвского сельского поселения (согласно административно-территориальному делению Украины — Ильичёвского сельского совета Автономной Республики Крым).

## Население
| 2001 | 2014 |
| ---- | ---- |
| 15   | ↘0   |

## Современное состояние
На 2017 год в Речном числится 1 улица — Набарежная; на 2009 год, по данным сельсовета, село занимало площадь 38 гектаров, жителей и дворов не числилось.

## География
Речное — опустевшее село на юго-востоке района, в степном Крыму, на реке Мокрый Индол, у границы с Кировским районом, высота над уровнем моря — 64 м. Ближайшие сёла — Восточное в 2 км на север, Дятловка в 2,5 км на юго-восток и Возрождение Кировского района в 2,5 км на юг. Райцентр Советский — примерно в 21 километре (по шоссе), ближайшая железнодорожная станция — Новофёдоровка (на линии Джанкой — Феодосия) — около 18 километров. Транспортное сообщение осуществляется по региональной автодороге 35Н-560 Восточное — Дятловка (по украинской классификации — С-0-11402).

## История
Речное образовано 18 мая 1948 года указом Президиума Верховного Совета РСФСР об объединении, в составе Советского района, соседних сёл — Карабай-Вальц и Карабай-Ивановка. 26 апреля 1954 года Крымская область была передана из состава РСФСР в состав УССР. Время включения в Ильичёвский сельсовет пока не установлено: на 15 июня 1960 года село уже числилось в его составе. Указом Президиума Верховного Совета УССР «Об укрупнении сельских районов Крымской области», от 30 декабря 1962 года Советский район был упразднён и село присоединили к Нижнегорскому. 8 декабря 1966 года Советский район был восстановлен и село вновь включили в его состав. По данным переписи 1989 года в селе проживало 13 человек. С 12 февраля 1991 года село в восстановленной Крымской АССР, 26 февраля 1992 года переименованной в Автономную Республику Крым. С 21 марта 2014 года в составе Крыма аннексировано Россией.